# ليتوبالينا
ليتوبالينا (بالإيطالية: Lettopalena)‏ هي بلدية في مقاطعة كييتي في إقليم أبروتسو الإيطالي.

## السكان
في سنة 1861 بلغ عدد السكان 886 نسمة، وتطور العدد ليصل في سنة 2011 لـ 365 نسمة.
يظهر هذا المخطط البياني تطور النمو السكاني لـ ليتوبالينا